# Еміль Артін
Еміль Артін (нім. Emil Artin) (3 березня 1898 Відень, Австро-Угорщина — 20 грудня 1962 Гамбург, ФРН) — видатний математик. Народився в Австро-Угорщині, університетську освіту отримав у Німеччині, науковою діяльністю займався в університетських центрах Німеччини та США.

## Біографія
Народився у Відні, виріс в Райхенберг (нині Ліберець в Чехії). Батьки майбутнього математика — Еміль Артін, торговець предметами мистецтва (помер в 1906 році), і Емма Лаура-Артін, до свого другого шлюбу — співачка в опереті. Прізвище Еміль Артін успадкував від діда-вірменина, торговця килимами.
1916 року Еміль вступив до Віденського університету (тут він провчився лише один семестр, після чого був призваний до армії), а в 1919 продовжив навчання в Лейпцигу (Німеччина). Після закінчення викладав в німецьких університетах, переважно в Гамбурзі. У 1929 році одружився зі своєю студенткою, нім. Natalie (Natascha) Jasny, яку батьки після революції вивезли з Росії. Вона була наполовину єврейкою, і після приходу нацистів до влади і прийняття антиєврейських законів Артін в 1937 році був звільнений з Гамбурзького університету та емігрував в США, де працював в Індіанському (1938-1946) і Принстонському університеті (1946 — 1958), після чого знову повернувся до Гамбурга.
Артін працював в багатьох галузях математики: аксіоматичне визначення Γ-функції, проективна геометрія, теорія кіс, пов'язана з топологією, — але головним його інтересом була алгебра. Спільно з Е. Нетер Артін створив сучасну загальну алгебру. Його роботи складають значну частину знаменитої «Алгебри» ван дер Вардена. Особливо важливий його внесок в теорію полів, де він спільно з Отто Шраєром створив теорію дійсних замкнутих полів, а потім вирішив знамениту 17-у проблему Гільберта. Не менш важливі його роботи в алгебраїчній теорії чисел, головним чином в теорії полів класів, де він застосував апарат когомологій Галуа. Сформулював закон взаємності Артіна. Серед учнів Еміля Артіна — Серж Ленг та Джон Тейт; його син Майкл Артін — також відомий математик.

## Книги

### Українською
- Е. Артін, Теорія Галуа; пер. з нім. (В. А. Вишенського). — Київ : Радянська школа, 1963. — 98 с. (укр.)

### Іншими мовами
- Artin, Emil (1998) [1944], Galois Theory, Dover Publications, Inc., ISBN 0-486-62342-4, архів оригіналу за 19 червня 2016, процитовано 10 червня 2016 (англ.)
- Artin, Emil (2006) [1967], Algebraic numbers and algebraic functions., Providence, RI: AMS Chelsea Publishing, ISBN 0-8218-4075-4 (англ.)
- Artin, Emil (1988) [1957], Geometric algebra, Wiley Classics Library, New York: John Wiley & Sons Inc., с. x+214, ISBN 0-471-60839-4 (англ.)
- Artin, Emil (1958), A Freshman Honors Course in Calculus and Analytic Geometry, University of Buffalo, ISBN 0-923891-52-8 (англ.)
- Artin, Emil (1982) [1965], Lang, Serge; Tate, John T. (ред.), Collected papers, New York-Berlin: Springer-Verlag, ISBN 0-387-90686-X (англ.)
- Артин Э. Введение в теорию гамма-функций. — М.: ГТТИ, 1934. (рос.)
- Артин Э. Геометрическая алгебра. — М.: Наука, 1969. (рос.)

## Статті
- Artin, Emil (1947), Theory of braids, Ann. of Math. (2), 48: 101—126, doi:10.2307/1969218, ISSN 0003-486X (англ.)